# Souleymane Keïta
Souleymane Keïta (ur. 24 listopada 1986 w Bamako) – malijski piłkarz, grający na pozycji środkowego pomocnika.

## Kariera klubowa
Karierę piłkarską Keïta rozpoczął w klubie Djoliba AC. W 2003 roku zadebiutował w jego barwach w malijskiej Première Division. Grał w nim przez dwa lata. W tym okresie wywalczył mistrzostwo kraju (2004) i zdobył Puchar Mali (2003, 2004).
W 2004 roku Keïta odszedł do Al-Jazira Club ze Zjednoczonych Emiratów Arabskich. Z kolei w 2005 roku został zawodnikiem algierskiego ES Sétif. W 2007 roku wygrał z nim Arabską Ligę Mistrzów oraz został mistrzem Algierii.
W 2007 roku Keïta przeszedł do francuskiego drugoligowca, AC Ajaccio. W sezonie 2008/2009 grał w katarskim Al-Arabi, a w sezonie 2009/2010 - w innym klubie z tego kraju, Al-Kharitiyath.
W 2010 roku Keïta podpisał kontrakt z tureckim Sivassporem. Zadebiutował w nim 31 stycznia 2010 w przegranym 1:5 domowym meczu z Fenerbahçe SK.
| Sezon   | Klub           | Kraj                         | Rozgrywki           | Mecze | Bramki |
| ------- | -------------- | ---------------------------- | ------------------- | ----- | ------ |
| 2003    | Djoliba AC     | Mali                         | Première Division   | ?     | ?      |
| 2004    | Djoliba AC     | Mali                         | Première Division   | ?     | ?      |
| 2004/05 | Al-Jazira Club | Zjednoczone Emiraty Arabskie | UAE Football League | 16    | 3      |
| 2005/06 | ES Sétif       | Algieria                     | Première Division   | 27    | 2      |
| 2006/07 | ES Sétif       | Algieria                     | Première Division   | ?     | ?      |
| 2007/08 | AC Ajaccio     | Francja                      | Ligue 2             | 4     | 0      |
| 2008/09 | Al-Arabi       | Katar                        | Q-League            | 28    | 2      |
| 2009/10 | Al-Kharitiyath | Katar                        | Q-League            | 11    | 0      |
| 2009/10 | Sivasspor      | Turcja                       | Süper Lig           | 14    | 0      |
| 2010/11 | Sivasspor      | Turcja                       | Süper Lig           | 11    | 0      |
| 2011/12 | Sivasspor      | Turcja                       | Süper Lig           | 0     | 0      |
| 2012/13 | Golden Arrows  | Południowa Afryka            | PSL                 | 4     | 0      |
| 2014/15 | Al Tahaddy     | Libia                        | I liga              | ?     | ?      |
| 2014/15 | Zakho FC       | Irak                         | Dawri Al-Nokhba     | ?     | ?      |

## Kariera reprezentacyjna
W reprezentacji Mali Keïta zadebiutował w 2010 roku. W 2012 roku został powołany do kadry na Puchar Narodów Afryki 2012.